# Xiutetelco
Xiutetelco är en kommun i Mexiko.   Den ligger i delstaten Puebla, i den sydöstra delen av landet, 190 km öster om huvudstaden Mexico City. Antalet invånare är 30 426. Arean är 93 kvadratkilometer.
Terrängen i Xiutetelco är bergig.
Följande samhällen finns i Xiutetelco:
- San Juan Xiutetelco
- San Francisco
- San Salvador
- San Andrés
- San José
- San Martín
- San Antonio
- Santiago
- Tomaquilapa
- Xaltipan
- El Zapote
- La Palma
- La Cantera
- Sección Segunda Xiutetelco
- El Aguaje Atoluca
- Las Chapas
- Barrio Chiquito
- La Posta
- Alto Lucero
- La Reforma
- El Milagro
- Chalma
- La Ventana
- Rancho Nuevo
- La Ciénega
- Linda Vista